# Kévin Diaz (1983)
Kévin Diaz (Saint-Maur-des-Fossés, 11 april 1983) is een Franse voormalig profvoetballer die als aanvaller, maar ook als verdediger speelde.
Diaz speelde voor US Ivry-sur-Seine, RBC Roosendaal, FC Eindhoven, SC Cambuur en Fortuna Sittard. Hierna ging hij voor zijn jeugdclub US Lusitanos Saint-Maur spelen. Daarnaast is hij werkzaam bij Canal+.

## Statistieken
| Seizoen        | Club            | Land      | Competitie     | Wed. | Goals |
| -------------- | --------------- | --------- | -------------- | ---- | ----- |
| 2006/07        | RBC Roosendaal  | Nederland | Eerste divisie | 25   | 1     |
| 2007/08        | FC Eindhoven    | Nederland | Eerste divisie | 37   | 7     |
| 2008/09        | FC Eindhoven    | Nederland | Eerste divisie | 36   | 7     |
| 2009/10        | SC Cambuur      | Nederland | Eerste divisie | 29   | 4     |
| 2010/11        | SC Cambuur      | Nederland | Eerste divisie | 32   | 6     |
| 2011/12        | Fortuna Sittard | Nederland | Eerste divisie | 28   | 4     |
| 2012/13        | Fortuna Sittard | Nederland | Eerste divisie | 28   | 3     |
| Bijgewerkt tot | 16 juni 2011    |           |                |      |       |